# 硬掩模
硬掩模是在半导体加工中用作刻蚀掩膜的材料，替代聚合物或其他有机的“软”抗蚀剂材料。
当被刻蚀的材料本身是有机聚合物时，就需要使用硬掩模。用于刻蚀该材料的任何物质也会刻蚀用来定义其图案的光刻胶，因为光刻胶也是有机聚合物。例如，在超大规模集成电路制造中用于图案化低介电常数绝缘层时，就会出现这种情况。聚合物易被氧、氟、氯等用于等离子体蚀刻的反应性气体刻蚀。
使用硬掩模需要额外的沉积工艺，因此会增加成本。首先，通过标准光刻工艺沉积硬掩模材料并将其刻蚀成所需图案。随后，可以通过硬掩模对下层材料进行刻蚀。最后，通过进一步的刻蚀工艺去除硬掩模。
硬掩模材料可以是金属或电介质。二氧化硅或碳化硅等基于硅的掩模通常用于刻蚀低κ介电层。然而，用于绝缘铜互连的碳掺杂氢化硅氧烷（SiOCH）需要使用能腐蚀硅化合物的刻蚀剂。对于该材料，则使用金属或无定形碳硬掩模。最常见的金属硬掩模是氮化钛，但也曾使用氮化钽。